# 皮肯斯鎮區 (阿肯色州克利本縣)
皮肯斯鎮區（英語：Pickens Township）是位於美國阿肯色州克利本縣的一個行政鎮區。

## 地方資料
皮肯斯鎮區的面積為71.12平方千米，當中陸地面積為71.12平方千米，而水域面積為0.00平方千米。根據2010年美國人口普查的數據，當地共有人口531人，而人口密度為每平方千米7.47人。